# Liste der Finanzämter in Hessen
Diese Liste nennt die Finanzämter in Hessen.

## Allgemeines

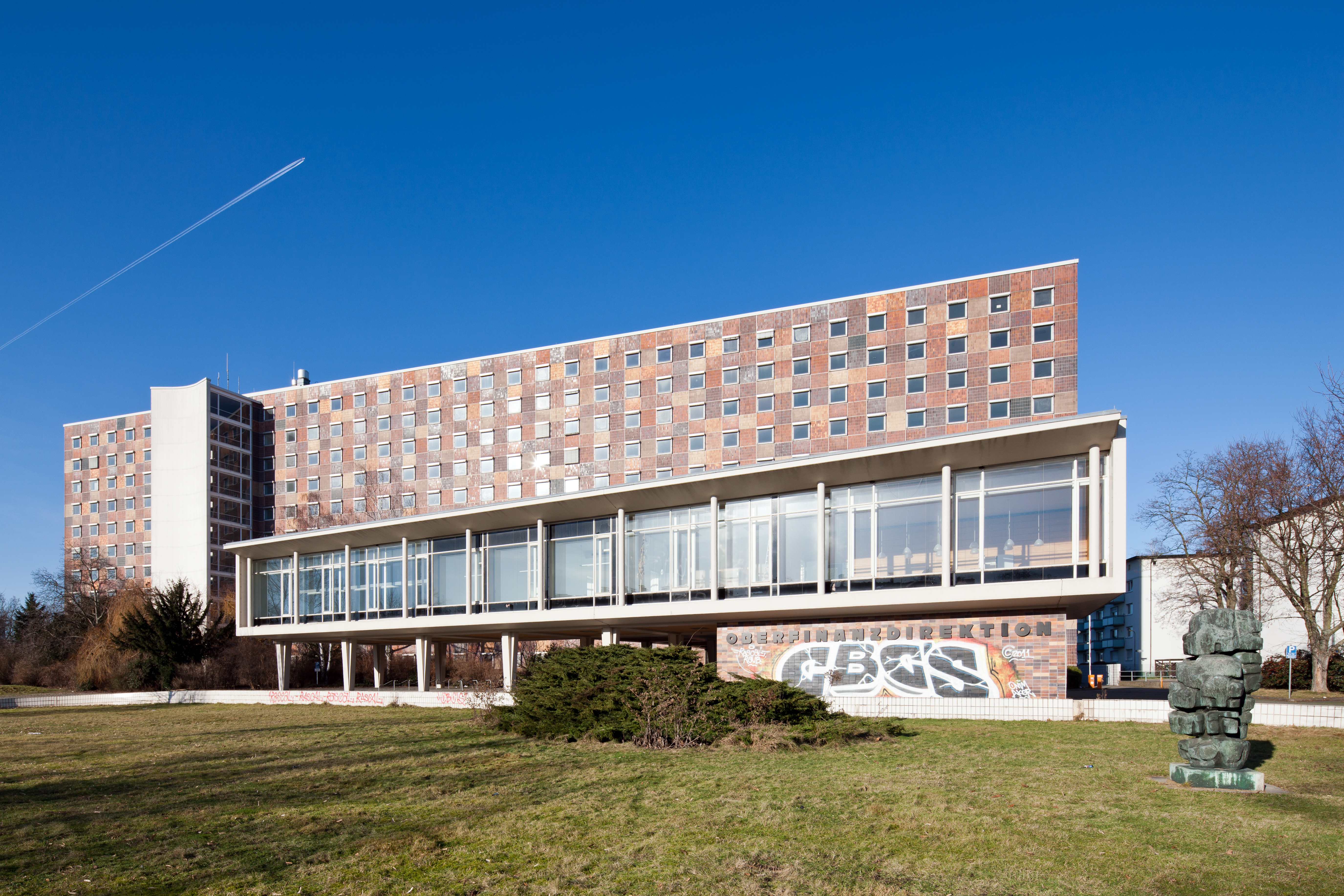
Das ehemalige Gebäude der Oberfinanzdirektion Frankfurt

Die hessischen Finanzämter sind untere Landesbehörden. Als mittlere Landesbehörde ist ihnen die Oberfinanzdirektion Frankfurt am Main und als oberste Landesbehörde das Hessische Ministerium der Finanzen übergeordnet. Im Rahmen der Strukturmaßnahmen Steuerverwaltung (kurz:SMART) hat sich die Anzahl der Finanzämter zuletzt von ehemals 35 im Jahr 2017 auf aktuell 28 reduziert. Diese sind räumlich einer Hauptstelle und teilweise in einer oder mehreren Verwaltungsstellen untergebracht. Die Finanzämter sind für die steuerlichen Aufgaben der jeweils angegebenen Finanzamtsbezirke zuständig. Daneben gibt es eine Vielzahl von Spezialzuständigkeiten, bei denen Aufgaben bei einzelnen Finanzämtern konzentriert sind. So ist beispielsweise das Finanzamt Frankfurt am Main hessenweit für die Verwaltung der Rennwett- und Lotteriesteuer oder das Finanzamt Wiesbaden für die Überwachung der Spielbanken zuständig. Details regelt die Verordnung über die Zuständigkeiten der hessischen Finanzämter.

## Liste
| Bild | Name                                                             | Ort Adresse                                                | Finanzamtsbezirk | Gebäude |
| --- | ---------------------------------------------------------------- | ---------------------------------------------------------- | --- | --- |
| 0 | Finanzamt Alsfeld-Lauterbach                                     | Alsfeld In der Rambach 11                                  | Vogelsbergkreis | 0 |
| Bild gesucht Die Wikipedia wünscht sich an dieser Stelle ein Bild vom Ort mit diesen Koordinaten 50.63818 9.38899 . Motiv: Finanzamt Alsfeld-Lauterbach – Verwaltungsstelle Lauterbach, Am Alten Südbahnhof 1 Falls du dabei helfen möchtest, erklärt die Anleitung , wie das geht. BW | Finanzamt Alsfeld-Lauterbach – Verwaltungsstelle Lauterbach      | Lauterbach (Hessen) Am Alten Südbahnhof 1                  | Vogelsbergkreis | Das Finanzamt Lauterbach wurde 1901 in zurückhaltenden Renaissanceformen als großherzoglich hessisches „Steuergebäude“ und Kreiskasse erbaut. Es steht unter Denkmalschutz. Im Jahr 2020 wurde das Gebäude vollständig saniert. |
| heutiges Finanzamt Louisenstraße 52 | Finanzamt Bad Homburg v. d. H.                                   | Bad Homburg vor der Höhe (Kaiser-Friedrich-Promenade 8-10) | Hochtaunuskreis | Das Gebäude wurde 1854 als Kaserne für das Militär der Landgrafenschaft Hessen-Homburg errichtet. 1871 bis 1918 war es Garnison des Füsilier-Regimentes von Gersdorff (Kurhessisches) Nr. 80. In der Weimarer Republik und in der Zeit des Nationalsozialismus diente es als Standortverwaltung. Nach dem Wiederaufbau nach dem Zweiten Weltkrieg wurde es ab 1951 als Finanzamt genutzt. Von 1919 bis 1924 war das ehemalige Hotel Adler, Louisenstraße 52, Sitz des Bad Homburger Finanzamtes. Außerdem wird in der Siemensstraße 29 eine Nebenstelle des Finanzamtes unterhalten. |
| 0 | Finanzamt Bensheim – Verwaltungsstelle Fürth                     | Bensheim Berliner Ring 35                                  | Bensheim, Bürstadt, Heppenheim (Bergstraße), Lampertheim, Lindenfels, Lorsch, Viernheim und Zwingenberg sowie die Gemeinden Abtsteinach, Biblis, Birkenau, Einhausen, Fürth, Gorxheimertal, Grasellenbach, Groß-Rohrheim, Lautertal (Odenwald), Mörlenbach, Rimbach und Wald-Michelbach | Im Oktober 1989 bezog das Finanzamtes Bensheim den Neubau am Berliner Ring 35. Vorher waren die unterschiedlichen Arbeitsbereiche des Amtes auf sieben Nebenstellen im Stadtgebiet verteilt. In den Jahren 2014–2015 wurde das Bestandsgebäude um einen zweigeschossigen Anbau erweitert. |
| 0 | Finanzamt Bensheim – Verwaltungsstelle Fürth                     | Fürth (Odenwald) Erbacher Straße 23                        | Bensheim, Bürstadt, Heppenheim (Bergstraße), Lampertheim, Lindenfels, Lorsch, Viernheim und Zwingenberg sowie die Gemeinden Abtsteinach, Biblis, Birkenau, Einhausen, Fürth, Gorxheimertal, Grasellenbach, Groß-Rohrheim, Lautertal (Odenwald), Mörlenbach, Rimbach und Wald-Michelbach | 0 |
| | Finanzamt Darmstadt                                              | Darmstadt Soderstraße 30                                   | Darmstadt, Griesheim, Ober-Ramstadt, Pfungstadt und Weiterstadt sowie die Gemeinden Alsbach-Hähnlein, Bickenbach, Erzhausen, Messel, Modautal, Mühltal, Roßdorf und Seeheim-Jugenheim                                                                                                   | Einige Abteilungen des Finanzamtes sind noch in der Neckarstr. 35 sowie in der Lindenhofstraße 15 untergebracht. Das Gebäude steht unter Denkmalschutz. |
| 0 | Finanzamt Dieburg                                                | Dieburg Marienstraße 19                                    | Dieburg die Städte Babenhausen, Dieburg, Groß-Bieberau, Groß-Umstadt und Reinheim sowie die Gemeinden Eppertshausen, Fischbachtal, Groß-Zimmern, Münster (Hessen), Otzberg und Schaafheim                                                                                               | 0 |
| | Finanzamt Dillenburg                                             | Dillenburg Wilhelmstraße 9                                 | Dillenburg, Haiger und Herborn sowie die Gemeinden Breitscheid, Dietzhölztal, Driedorf, Eschenburg, Greifenstein, Mittenaar, Siegbach und Sinn. | 0 |
| | Finanzamt Eschwege-Witzenhausen                                  | Eschwege Schlesienstraße 2                                 | Werra-Meißner-Kreis | Das Gebäude wurde 1936 als Kommandantur-Gebäude des Fliegerhorstes Eschwege erbaut und steht unter Denkmalschutz. |
| 0 | Finanzamt Eschwege-Witzenhausen – Verwaltungsstelle Witzenhausen | Witzenhausen Südbahnhofstraße 37                           | Werra-Meißner-Kreis | 0 |
| 0 | Finanzamt Eschwege-Witzenhausen – Nebenstelle Max-Wölm-Straße    | Eschwege Max-Woelm-Straße 5-7                              | Werra-Meißner-Kreis | 0 |
| | Finanzamt Frankfurt am Main                                      | Frankfurt am Main Gutleutstraße 118-124                    | Frankfurt am Main | Am 31. März 2024 wurden die zuvor fünf eigenständigen Frankfurter Finanzämter I-V fusioniert, wodurch das neue Finanzamt Frankfurt nun das zweitgrößte Finanzamt bundesweit ist. |
| | Finanzamt Friedberg                                              | Friedberg Leonhardstraße 10-12                             | Bad Nauheim, Bad Vilbel, Butzbach, Friedberg (Hessen), Karben, Münzenberg, Niddatal, Reichelsheim (Wetterau) und Rosbach v. d. Höhe sowie die Gemeinden Florstadt, Ober-Mörlen, Rockenberg, Wölfersheim und Wöllstadt.                                                                  | 0 |
| 0 | Finanzamt Fulda                                                  | Fulda Gerbergasse 19                                       | Landkreis Fulda | Das Finanzamt ist im Sommer 2023 in das neue Gebäude am Löhertor gezogen. Der gesamte Neubau des Finanzamtes Fulda ist nach einem zeitgemäßen Multi-Space-Konzept eingerichtet. |
| 0 | Finanzamt Gelnhausen                                             | Gelnhausen Frankfurter Straße 10-14                        | Die Städte Bad Orb, Bad Soden-Salmünster, Gelnhausen, Schlüchtern, Steinau an der Straße und Wächtersbach sowie die Gemeinden Biebergemünd, Birstein, Brachttal, Flörsbachtal, Freigericht, Gründau, Hasselroth, Jossgrund, Linsengericht und Sinntal.                                  | 0 |
| | Finanzamt Gießen                                                 | Gießen Schubertstraße 60                                   | Landkreis Gießen | Das Gebäude des Finanzamtes Gießen wurde ab Ende 1936 als Heereslazarett nach Plänen von Rudolf Eisenhardt vom Heeresbauamt Gießen erbaut. Es steht unter Denkmalschutz. |
| | Finanzamt Groß-Gerau                                             | Groß-Gerau Europaring 11-13                                | Landkreis Groß-Gerau | Das Finanzamt teilt sich das Gebäude mit dem Amtsgericht Groß-Gerau. |
| | Finanzamt Hanau                                                  | Hanau Am Freiheitsplatz 2                                  | Bruchköbel, Hanau, Langenselbold, Maintal und Nidderau sowie die Gemeinden Erlensee, Groß-Krotzenburg, Hammersbach, Neuberg, Niederdorfelden, Rodenbach, Ronneburg und Schöneck. | Das Finanzamt ist im Behördenhaus untergebracht. Das frühere Kanzleigebäude stammt im Kern aus dem 18. Jahrhundert, wurde im 19. Jahrhundert im neugotischen Stil zur Kaserne umgebaut und 1953 nach Kriegsschäden stark vereinfacht wiederhergestellt. |
| | Finanzamt Hersfeld-Rotenburg – Verwaltungsstelle Bad Hersfeld    | Bad Hersfeld Im Stift 7                                    | Landkreis Hersfeld-Rotenburg | 0 |
| 0 | Finanzamt Hersfeld-Rotenburg – Verwaltungsstelle Rotenburg       | Rotenburg an der Fulda Dickenrücker Straße 12              | Landkreis Hersfeld-Rotenburg | Das um 1920 erbaute Finanzamtsgebäudes steht unter Denkmalschutz. |
| | Finanzamt Hofheim                                                | Hofheim am Taunus Nordring 4-10                            | Main-Taunus-Kreis | 0 |
| | Finanzamt Kassel                                                 | Kassel Altmarkt 1                                          | Landkreis Kassel | 2009 Einzug der Finanzämter in einen Neubau an zentraler Stelle in der Kasseler Innenstadt. Es ist ein Pilotprojekt des Landes Hessen im Bereich öffentlich-private Partnerschaft. |
| 0 | Finanzamt Kassel II-Hofgeismar – Verwaltungsstelle Hofgeismar    | Hofgeismar Altstädter Kirchplatz 10                        | 0 | Das 1928 erbaute Finanzamtsgebäude ist ein zweiflügliger Putzbau auf hohem Sandsteinsockel. Zum Kirchplatz hin hat es eine siebenachsige Fassade. Es steht unter Denkmalschutz. |
| | Finanzamt Korbach-Frankenberg                                    | Korbach Medebacher Landstraße 29                           | Landkreis Waldeck-Frankenberg | Das Finanzamt war zunächst in zwei unzureichenden Gebäuden untergebracht und musste sich das eine mit einer Gaststätte teilen. 1927 wurde mit dem Bau des neuen Finanzamtes nach Plänen des Regierungsbaurates Christian Beyer begonnen. Die Einweihung fand am 19. November 1928 statt. |
| 0 | Finanzamt Korbach-Frankenberg – Verwaltungsstelle Frankenberg    | Frankenberg (Eder) Geismarer Straße 16                     | Landkreis Waldeck-Frankenberg | 0 |
| | Finanzamt Langen                                                 | Langen (Hessen) Zimmerstraße 27                            | Dietzenbach, Dreieich, Langen und Rödermark sowie die Gemeinde Egelsbach. | 0 |
| | Finanzamt Limburg-Weilburg – Verwaltungsstelle Limburg           | Limburg an der Lahn Walderdorffstraße 11                   | Landkreis Limburg-Weilburg | Das Gebäude wurde 1926/27 als Finanzamt vom Reichsbauamt Kassel erbaut. Es steht unter Denkmalschutz. |
| | Finanzamt Limburg-Weilburg – Verwaltungsstelle Weilburg          | Weilburg Kruppstraße 1                                     | Landkreis Limburg-Weilburg | Das Finanzamt ist im Gebäude des 1971 aufgelösten Bergamtes untergebracht. Das 1907/08 erbaute Haus im Stil eines versachlichten Neubarock oder -klassizismus steht unter Denkmalschutz. |
| 0 | Finanzamt Marburg-Biedenkopf – Verwaltungsstelle Marburg         | Marburg Robert-Koch-Straße 7                               | Landkreis Marburg-Biedenkopf | 0 |
| 0 | Finanzamt Marburg-Biedenkopf – Verwaltungsstelle Biedenkopf      | Biedenkopf Im Feldchen 2                                   | Landkreis Marburg-Biedenkopf | 0 |
| 0 | Finanzamt Michelstadt                                            | Michelstadt Erbacher Straße 48                             | Odenwaldkreis und die Städte Hirschhorn (Neckar) und Neckarsteinach. | 0 |
| 0 | Finanzamt Nidda                                                  | Nidda Schillerstraße 38                                    | Büdingen, Gedern, Nidda und Ortenberg sowie die Gemeinden Altenstadt, Echzell, Glauburg, Hirzenhain, Kefenrod, Limesheim und Ranstadt. | 0 |
| | Finanzamt Offenbach am Main                                      | Offenbach am Main Bieberer Straße 59                       | Heusenstamm, Mühlheim am Main, Neu-Isenburg, Obertshausen, Offenbach am Main, Rodgau und Seligenstadt sowie die Gemeinden Hainburg und Mainhausen, jedoch nur für die Steuerpflichtigen, deren Name mit den Buchstaben A bis K beginnt.                                                 | Am 31. März 2024 wurden die zuvor eigenständigen Finanzämter Offenbach am Main I und Offenbach am Main II fusioniert. |
| | Finanzamt Rheingau-Taunus – Verwaltungsstelle Bad Schwalbach     | Bad Schwalbach Emser Straße 27 a                           | Rheingau-Taunus-Kreis | Nach seiner Bildung nutzte das Finanzamt zunächst einmal das Rotenburger Schlößchen als Amtssitz. 1930 zog man in zwei Gebäude der Villa Adria (Rheinstraße 3, siehe Bild). Diese Gebäude waren während der Rheinlandbesetzung als Kaserne und Militärschule genutzt worden. Heute hat das Finanzamt seinen Sitz in der Emser Straße 27 a. |
| 0 | Finanzamt Rheingau-Taunus – Verwaltungsstelle Rüdesheim          | Rüdesheim am Rhein Hugo-Asbach-Straße 3-7                  | Rheingau-Taunus-Kreis | 0 |
| 0 | Finanzamt Schwalm-Eder – Verwaltungsstelle Fritzlar              | Fritzlar Georgengasse 3-5                                  | Schwalm-Eder-Kreis | 0 |
| | Finanzamt Schwalm-Eder – Verwaltungsstelle Melsungen             | Melsungen Kasseler Straße 31                               | Schwalm-Eder-Kreis | Das Finanzamt ist im Schloss Melsungen untergebracht. |
| 0 | Finanzamt Schwalm-Eder – Verwaltungsstelle Schwalmstadt          | Ziegenhain Landgraf-Philipp-Straße 15                      | Schwalm-Eder-Kreis | 0 |
| 0 | Finanzamt Wetzlar                                                | Wetzlar Frankfurter Straße 59                              | Aßlar, Braunfels, Leun, Solms und Wetzlar, sowie die Gemeinden Bischoffen, Ehringshausen, Hohenahr, Hüttenberg, Lahnau, Schöffengrund und Waldsolms. | 0 |
| 0 | Finanzamt Wiesbaden                                              | Wiesbaden Abraham-Lincoln-Park 3                           | Wiesbaden | Für die beiden ehemaligen Wiesbadener Finanzämter I und II wurde ein moderner Neubau im Multi-Space-Konzept angemietet. Das neue Gebäude des dabei fusionierenden Finanzamts Wiesbaden konnte im Herbst 2022 von den Beschäftigten bezogen werden. |

## Geschichte
Mit der Erzbergerschen Reform wurde in Deutschland eine einheitliche Reichsfinanzverwaltung geschaffen. Als untere Finanzbehörden entstanden Finanzämter jeweils auf Ebene der Landkreise. Rechtsgrundlage war die Bekanntmachung über die Sitze und Amtsbezirke der Finanzämter vom 16. Juni 1920. Für die Provinz Hessen-Nassau war den Finanzämtern das Landesfinanzamt Kassel, für den Volksstaat Hessen das Landesfinanzamt Darmstadt übergeordnet.
Dem Landesfinanzamt Kassel war nachgelagert:
1. Finanzamt Bad Homburg v. d. H.
2. Finanzamt Biedenkopf
3. Finanzamt Cassel
4. Finanzamt Corbach
5. Finanzamt Dietz
6. Finanzamt Dillenburg
7. Finanzamt Eschwege
8. Finanzamt Frankenberg (Eder)
9. Finanzamt Frankfurt am Main-Ost
10. Finanzamt Frankfurt am Main-West
11. Finanzamt Frankfurt am Main-Außenbezirk
12. Finanzamt Fritzlar
13. Finanzamt Fulda
14. Finanzamt Gelnhausen
15. Finanzamt Hachenburg
16. Finanzamt Hanau
17. Finanzamt Hersfeld
18. Finanzamt Hofgeismar
19. Finanzamt Homberg (Bez. Cassel)
20. Finanzamt Höchst (Main)
21. Finanzamt Hünfeld
22. Finanzamt Langenschwalbach
23. Finanzamt Limburg (Lahn)
24. Finanzamt Marburg (Lahn)
25. Finanzamt Melsungen
26. Finanzamt Montabaur
27. Finanzamt Rotenburg (Fulda)
28. Finanzamt Rüdesheim
29. Finanzamt St. Goarshausen
30. Finanzamt Schlüchtern (Bez. Cassel)
31. Finanzamt Weilburg
32. Finanzamt Westerburg (Westerwald)
33. Finanzamt Wetzlar
34. Finanzamt Wiesbaden
35. Finanzamt Witzenhausen
36. Finanzamt Wolfhagen (Bez. Cassel)
37. Finanzamt Ziegenhain (Bez. Cassel)

Dem Landesfinanzamt Darmstadt war nachgelagert:
1. Finanzamt Alsfeld
2. Finanzamt Alzey (*)
3. Finanzamt Beerfelden (Odenwald) – Das Finanzamt wurde 1943 aufgehoben und sein Bezirk dem des Finanzamtes Michelbach zugeordnet.[14]
4. Finanzamt Bingen (*)
5. Finanzamt Büdingen (Oberhessen)
6. Finanzamt Butzbach (Oberhessen) – Das Finanzamt wurde zum 1. Juni 1932 aufgehoben und sein Bezirk auf die Finanzämter Gießen und Friedberg verteilt.[15]
7. Finanzamt Darmstadt-Stadt
8. Finanzamt Darmstadt-Land
9. Finanzamt Dieburg
10. Finanzamt Friedberg (Hessen)
11. Finanzamt Fürth (Odenwald)
12. Finanzamt Gießen
13. Finanzamt Groß-Gerau
14. Finanzamt Grünberg (Hessen)
15. Finanzamt Heppenheim (Bergstraße) – Das Finanzamt wurde 1943 aufgehoben und sein Bezirk auf die Finanzämter Worms und Bensheim verteilt.[16]
16. Finanzamt Höchst (Odenwald)
17. Finanzamt Homberg (Oberhessen) – Das Finanzamt wurde zum 1. Juni 1932 aufgehoben und sein Bezirk auf die Finanzämter Alsfeld und Grünberg verteilt.[17]
18. Finanzamt Hungen (Oberhessen) – Das Finanzamt wurde 1943 aufgehoben und sein Bezirk auf die Finanzämter Gießen und Grünberg verteilt.[18]
19. Finanzamt Langen (Bez. Darmstadt)
20. Finanzamt Lauterbach (Hessen)
21. Finanzamt Mainz I (*) – 1931 in Mainz-Innenstadt umbenannt.[19]
22. Finanzamt Mainz II (*) – 1931 in Mainz-Außenstadt umbenannt.[20]
23. Finanzamt Mainz III (*) – 1931 in Mainz-Land umbenannt.[21]
24. Finanzamt Michelstadt (Odenwald)
25. Finanzamt Nidda (Oberhessen)
26. Finanzamt Oberingelheim (Rhein) (*) – 1943 aufgehoben und dem Finanzamt Bingen zugeordnet.[22]
27. Finanzamt Offenbach-Stadt
28. Finanzamt Offenbach-Land
29. Finanzamt Oppenheim (*)
30. Finanzamt Osthofen (Rheinhessen) (*) – 1943 aufgehoben und dem Finanzamt Worms zugeordnet.[23]
31. Finanzamt Reinheim (Hessen)
32. Finanzamt Schotten
33. Finanzamt Seligenstadt
34. Finanzamt Worms-Stadt (*)
35. Finanzamt Worms-Land (*)
36. Finanzamt Wörrstadt (Rheinhessen) (*) – 1943 aufgehoben und dem Finanzamt Alzey zugeordnet.[24]
37. Finanzamt Zwingenberg (Hessen)

(*) Die hessische Provinz Rheinhessen wurde nach 1945 Teil von Rheinland-Pfalz.

### Neuorganisation 2004
Vor der Neuorganisation im Jahr 2004 gab es in Hessen 46 Finanzämter, von denen elf 2014 zu Verwaltungsstellen heruntergestuft wurden. Die bisherigen Finanzämter waren:
1. Finanzamt Alsfeld
2. Finanzamt Bad Hersfeld
3. Finanzamt Bad Homburg v. d. H.
4. Finanzamt Bad Schwalbach
5. Finanzamt Bensheim
6. Finanzamt Biedenkopf
7. Finanzamt Darmstadt
8. Finanzamt Dieburg
9. Finanzamt Dillenburg
10. Finanzamt Eschwege
11. Finanzamt Frankenberg (Eder)
12. Finanzamt Frankfurt am Main-Höchst
13. Finanzamt Frankfurt am Main I
14. Finanzamt Frankfurt am Main II
15. Finanzamt Frankfurt am Main III
16. Finanzamt Frankfurt am Main IV
17. Finanzamt Frankfurt am Main V
18. Finanzamt Friedberg
19. Finanzamt Fritzlar
20. Finanzamt Fulda
21. Finanzamt Gelnhausen
22. Finanzamt Gießen
23. Finanzamt Groß-Gerau
24. Finanzamt Hanau
25. Finanzamt Hofgeismar
26. Finanzamt Hofheim
27. Finanzamt Kassel -Goethestraße
28. Finanzamt Kassel-Spohrstraße
29. Finanzamt Korbach
30. Finanzamt Langen (Hessen)
31. Finanzamt Lauterbach (Hessen)
32. Finanzamt Limburg
33. Finanzamt Marburg
34. Finanzamt Melsungen
35. Finanzamt Michelstadt
36. Finanzamt Nidda
37. Finanzamt Offenbach am Main-Land
38. Finanzamt Offenbach am Main-Stadt
39. Finanzamt Rotenburg a.d. Fulda
40. Finanzamt Rüdesheim
41. Finanzamt Schwalmstadt
42. Finanzamt Weilburg
43. Finanzamt Wetzlar
44. Finanzamt Wiesbaden I
45. Finanzamt Wiesbaden
46. Finanzamt Witzenhausen

## Strukturreform der Hessischen Steuerverwaltung 2017
Im Jahr 2017 wurde das Projekt SMART initiiert. Insgesamt werden vier SMART-Maßnahmenpakete verfolgt, die darauf abzielen, die Effektivität und Schlagkraft der Hessischen Steuerverwaltung zu steigern, sie für zukünftige Herausforderungen vorzubereiten und den ländlichen Raum zu stärken. Dies wird durch Bündelungen von Kompetenzen, umfassendere Spezialisierungen, Abbau von Mehrfachstrukturen und Steigerung der Effizienz erreicht.

## Rechtsgrundlagen
- Gesetz über die Finanzverwaltung (FVG) in der Fassung der Bekanntmachung vom 4. April 2006 (BGBl. I 2006 S. 846, 1202), zuletzt geändert durch Artikel 17 des Gesetzes vom 27.03.2024 (BGBI. 2024 I Nr. 108)

- Verordnung über die Zuständigkeiten der hessischen Finanzämter vom 22. Februar. 2024 (Gesetz- und Verordnungsblatt für das Land Hessen 2024, Nr. 5 vom 27.02.2024)

- Gleichlautende Erlasse der obersten Finanzbehörden der Länder zur Neufassung der Geschäftsordnung für die Finanzämter (FAGO 2021) vom 22.12.2020